# Episodi di Batman (serie animata 1992) (seconda stagione)
La seconda e ultima stagione della serie animata Batman (Batman: The Animated Series), di cui alcuni episodi sono andati in onda in patria col titolo The Adventures of Batman & Robin (letteralmente Le avventure di Batman & Robin) e composta da 20 episodi, è stata trasmessa negli Stati Uniti su Fox Kids dal 2 maggio 1994 al 15 settembre 1995. In Italia è stata trasmessa su Canale 5 dal 4 ottobre 1994 al 16 febbraio 1995.
Durante la trasmissione originaria gli episodi sono andati in onda in un ordine completamente diverso rispetto a quello di produzione. Per la pubblicazione in DVD sono invece stati presentati in un ordine più simile a quello in cui sono stati prodotti. In Italia sono andati in onda in un ordine anch'esso differente.
Alcuni episodi sono stati trasmessi in Italia prima di arrivare in patria.
| N° DVD | Nº TV | Titolo originale         | Titolo italiano              | Prima TV Stati Uniti | Prima TV Italia  |
| ------ | ----- | ------------------------ | ---------------------------- | -------------------- | ---------------- |
| 1      | 2     | Sideshow                 | L'ultimo spettacolo          | 3 maggio 1994        | 4 ottobre 1994   |
| 2      | 19    | A Bullet for Bullock     | Un proiettile per Bullock    | 14 settembre 1995    | 27 ottobre 1994  |
| 3      | 4     | Trial                    | Il processo                  | 16 maggio 1994       | 6 ottobre 1994   |
| 4      | 3     | Avatar                   | La regina immortale          | 9 maggio 1994        | 8 ottobre 1994   |
| 5      | 1     | House & Garden           | Un'innocua casalinga         | 2 maggio 1994        | 11 ottobre 1994  |
| 6      | 16    | The Terrible Trio        | Il terribile trio            | 11 settembre 1995    | 14 febbraio 1995 |
| 7      | 5     | Harlequinade             | Arlecchinata                 | 23 maggio 1994       | 13 ottobre 1994  |
| 8      | 10    | Time Out of Joint        | Il dispositivo del tempo     | 9 ottobre 1994       | 15 ottobre 1994  |
| 9      | 18    | Catwalk                  | Colpo felino                 | 13 settembre 1995    | 20 novembre 1994 |
| 10     | 6     | Bane                     | Killer chimico               | 10 settembre 1994    | 18 ottobre 1994  |
| 11     | 9     | Baby-Doll                | Baby Doll                    | 1º ottobre 1994      | 20 ottobre 1994  |
| 12     | 20    | The Lion and the Unicorn | Il leone e l'unicorno        | 15 settembre 1995    | 16 febbraio 1995 |
| 13     | 17    | Showdown                 | Jonah Hex: la resa dei conti | 12 settembre 1995    | 22 ottobre 1994  |
| 14     | 8     | Riddler's Reform         | L'Enigmista colpisce ancora  | 24 settembre 1994    | 29 ottobre 1994  |
| 15     | 7     | Second Chance            | Il rapimento di Due Facce    | 17 settembre 1994    | 25 ottobre 1994  |
| 16     | 11    | Harley's Holiday         | Libertà provvisoria          | 15 ottobre 1994      | 1º novembre 1994 |
| 17     | 14    | Lock-Up                  | L'inflessibile Bolton        | 19 novembre 1994     | 15 febbraio 1995 |
| 18     | 12    | Make 'Em Laugh           | Il re della risata           | 5 novembre 1994      | 3 novembre 1994  |
| 19     | 15    | Deep Freeze              | Gelo profondo                | 26 novembre 1994     | 27 novembre 1994 |
| 20     | 13    | Batgirl Returns          | Il ritorno di Batgirl        | 12 novembre 1994     | 5 novembre 1994  |

## L'ultimo spettacolo
- Titolo originale: Slideshow
- Diretto da: Boyd Kirkland
- Scritto da: Michael Reaves

### Trama
Killer Croc evade da un treno mentre sta venendo scortato in prigione dalla polizia. La sua fuga non dura molto a causa di un dardo tranquillante esploso da un agente, che lo fa svenire e cadere in un fiume. Viene soccorso un gruppo di ex-fenomeni da baraccone, che vivono come una famiglia gestendo una fattoria in mezzo ai boschi e che sono ignari del passato criminale di Croc. Nel mentre Croc viene braccato da Batman.

## Un proiettile per Bullock
- Titolo originale: A Bullet For Bullock
- Diretto fa: Frank Paur
- Scritto da: Michael Reaves

### Trama
L'agente Harvey Bullock è costretto a mettere da parte la sua antipatia per Batman e chiedere il suo aiuto: qualcuno sta cercando di eliminarlo, prima provando a investirlo e poi spingendolo sui binari di un treno. Batman indaga la lunga lista di nemici di Bullock e gli dice che dietro agli attentati potrebbe esserci lo spacciatore Vincent "Lo Squalo" Starkey, finito in galera a causa dell'agente e da poco uscito per buona condotta.

## Il processo
- Titolo originale: Trial
- Diretto da: Dan Riba
- Scritto da: Paul Dini e Bruce Timm

### Trama
Joker, Harley Quinn, Due Facce, Edera Velenosa, Spauracchio, l'Enigmista, Killer Croc, Ventriloquo e Scarface e il Cappellaio Matto prendono il controllo del manicomio di Arkham e rapiscono la nuova procuratrice distrettuale, Janet Van Dorn. Batman indaga sulla sua scomparsa e viene così catturato anche lui. Portati entrambi ad Arkham viene messa in scena la bizzarra parodia di un processo che vede: Batman come imputato, Janet Van Dorn come difesa, Joker come giudice, Due Facce come Pubblico ministero e i restanti criminali come giuria.

## La regina immortale
- Titolo originale: Avatar
- Diretto da: Kevin Altieri
- Scritto da: Michael Reaves

### Trama
Egitto, 1898: Un esploratore si cala in un misterioso tempio, ma la corda viene spezzata da una misteriosa energia e di lui non rimane traccia. Nel presente, Bruce Wayne dona al museo di Gotham numerosi reperti egizi, tra cui il prezioso "Rotolo di Osiride". R'as al Ghul (creduto morto nell'episodio La ricerca del demone) ruba il rotolo, Batman lo affronta ma non riesce a fermarlo. Bruce si reca a Gibilterra, dove incontra Talia, figlia di R'as, rivelandogli che il padre è ancora vivo. Talia spiega a Bruce che il rotolo è un frammento della mappa per la tomba della regina egizia Thoth Khepera, di cui R'as è ossessionato. Batman e Talia confrontano Ra’s al Cairo e quest'ultimo racconta che Thoth Khepera era una regina immortale dotata del potere degli dei e che lui intende scoprire il suo segreto e impossessarsene. Arrivato alla tomba Ra’s risveglia Thoth Khepera, che però lo attira a se e tenta di succhiargli la vita. Batman e Talia riescono a salvarlo e Thoth viene sepolta sotto le rovine del tempio. Una volta usciti, Batman intende consegnare Ra’s alle autorità, ma questi fugge con l'aiuto di Talia.

## Un'innocua casalinga
- Titolo originale: House & Garden
- Diretto da: Boyd Kirkland
- Scritto da: Paul Dini

### Trama
Diversi giovani facoltosi di Gotham vengono derubati e avvelenati da un'enorme creatura verde. Vista la natura dei crimini Batman sospetta immediatamente di Pamela Isley/Edera Velenosa, ma il commissario Gordon lo informa che l'ora ex criminale ha iniziato una vita normale: è stata dimessa da Arkham, ha sposato il suo psichiatra, Steven Carlyle ed è diventata la matrigna dei suoi due figli. Quella sera Dick Grayson viene rapito dalla creatura, che chiede un grosso riscatto a Bruce Wayne. Batman salva Robin e, grazie a una sua intuizione, riaffiorano i sospetti su Edera Velenosa. I due scoprono che la nuova vita di Isley non è che una farsa: Ella ha rapito Steven Carlyle e ha usato il suo DNA per "coltivare" creature vegetali con fattezze umanoidi. Le creature hanno un ciclo vitale di pochi giorni dove all'inizio hanno l'aspetto di bambini, poi diventano identici a Carlyle e nell'ultima fase si trasformano in grossi mostri verdi. I soldi rubati servono ad Edera per mandare avanti gli esperimenti e avere la famiglia che desidera. Batman sconfigge i mostri usando dell'erbicida. La stessa Edera Velenosa lì presente si rivela essere una replica vegetale e si dissolve al contatto con l'erbicida come i suoi "figli". La vera Pamela Isley si da alla fuga ma soffre la perdita della sua amata famiglia.

## Il terribile trio
- Titolo originale: The Terrible Trio
- Diretto da: Frank Paur
- Scritto da: Alan Burnett e Michael Reaves

### Trama
Tre uomini mascherati rispettivamente da squalo, avvoltoio e volpe commettono una serie di furti, riuscendo ad eludere la polizia e perfino Batman e Robin, i giornali li soprannominano "Il terribile trio". Dietro le maschere si celano ricchissimi giovani ereditieri di Gotham, elitisti e arroganti. Il trio commette crimini solo per divertimento, ma il loro gioco va troppo oltre quando, durante un furto, Warren Lawford, l'uomo dietro la maschera da volpe, ferisce e manda in coma il padre della sua fidanzata Rebecca.

## Arlecchinata
- Titolo originale: Harlequinade
- Diretto da: Kevin Altieri
- Scritto da: Paul Dini

### Trama
Joker si presenta a un'asta illegale e ruba una bomba talmente potente da poter radere al suolo l'intera città di Gotham. Non sapendo a chi altri rivolgersi per trovarlo, Batman stringe un patto con Harley Quinn, rinchiusa ad Arkham, se aiuta il cavaliere oscuro a trovare Joker, potrà andarsene dal manicomio.

## Il dispositivo del tempo
- Titolo originale: Time Out of Joint
- Diretto da: Dan Riba
- Scritto da: Alan Burnett

### Trama
Il criminale Temple Fugate/ Re degli Orologi ruba a un'asta di beneficenza un orologio appartenuto a Luigi XVI per testare le capacità di un dispositivo che gli permette di manipolare il tempo a suo piacimento. Fugate ha rubato il dispositivo allo scienziato Dr. Wakati, del quale lavora come maggiordomo sotto falso nome, e pianifica di usarlo per ottenere finalmente la sua vendetta verso il sindaco Hills. Batman e Robin rivelano al dottor Wakati lo scopo di Fugate e usano anche loro i dispositivi di manipolazione temporale, arrivando appena in tempo per impedire che il Re degli Orologi uccida il sindaco. Alla fine Fugate viene arrestato e il dottor Wakati, deluso dall'abuso del suo dispositivo, decide di non rivelarlo al mondo, ritenendo che l'umanità non sia pronta.

## Colpo felino
- Titolo originale: Catwalk
- Diretto da: Boyd Kirkland
- Scritto da: Paul Dini

### Trama
Selina Kyle è costretta ad appendere la maschera di Catwoman al chiodo per evitare il carcere, ma sfuggire alle sue vecchie abitudini si fa sempre più difficile. Una sera, dopo un'esposizione di animali estinti impagliati organizzata da Veronica Vreeland, Selina viene avvicinata dal Ventriloquo e Scarface. La marionetta le propone un furto all'esposizione per umiliare la Vreeland, con la quale Selina ha avuto un acceso litigio la sera stessa. La vera vittima del colpo alla fine sarà Catwoman stessa, incastrata da Scarface per essere accusata della rapina mentre lui ruba dei rarissimi esemplari impagliati per venderli al Pinguino. Catwoman, furiosa, cerca vendetta e Batman deve intervenire prima che peggiori ulteriormente la situazione, uccidendo il Ventriloquo.

## Killer chimico
- Titolo originale: Bane
- Diretto da: Kevin Altieri
- Scritto da: Mitch Brian

### Trama
Rupert Thorne assolda il sicario Bane, incaricandolo di uccidere Batman. Bane, oltre a una grande intelligenza, è dotato di forza sovrumana grazie allo steroide "Venom", con il quale riesce a sconfiggere facilmente Killer Croc e a distruggere la Batmobile a mani nude. Batman scopre che il sicario è l'unico sopravvissuto di un esperimento segreto fallito chiamato "progetto Gilgamesh". Lo scopo del progetto era di utilizzare il Venom per creare Super-soldati, usando come cavie i detenuti della prigione di Peña Duro, Cuba. Bane pianifica, dopo che avrà ucciso Batman, di tradire Thorne e di prendere possesso del suo impero criminale. Durante uno scontro tra il sicario e il cavaliere oscuro, quest'ultimo riesce ad avere la meglio, danneggiando il dispositivo che inietta il Venom nel corpo di Bane.

## Baby Doll
- Titolo originale: Baby-Doll
- Diretto da: Dan Riba
- Scritto da: Paul Dini

### Trama
Qualcuno sta rapendo, uno dopo l'altro, tutti i membri del cast della fortunata sit-com Baby Doll, la cui protagonista era Mary Dahl, un'attrice affetta da ipoplasia sistemica congenita, una rara malattia che le impediva di crescere d'altezza (a trent'anni sembra ancora una bambina di cinque), che interpretava Baby Doll, una bambina combinaguai che, quando veniva rimproverata dai genitori, rispondeva sempre con la frase: «Ma io non l'ho fatto apposta!». Batman e Robin ritengono che la responsabile sia la stessa Dahl, che vuole di nuovo la gloria e la fama che le spettavano e che lei stessa lasciò andare per intraprendere una carriera drammatica con scarsi risultati. Con uno stratagemma riescono ad introdursi nel nascondiglio di Baby Doll. Qui mettono KO la guardia del corpo di Mary e, mentre Robin libera gli altri membri del cast, Batman insegue Baby Doll verso un luna-park. Durante l'inseguimento Batman e Baby Doll si ritrovano in una sala degli specchi dove lei ha una visione di se stessa nella sua forma naturale ma, con le lacrime agli occhi, inizia a sparare agli specchi e quando termina i colpi Batman la raggiunge e lei piangendo in mezzo alle sue gambe, risponde: «Io non l'ho fatto apposta...». Batman, dispiaciuto, la consola.

## Il leone e l'unicorno
- Titolo originale: The Lion and the Unicorn
- Diretto da: Boyd Kirkland
- Scritto da: Steve Perry, Diane Duane e Philip Morwood

### Trama
Alfred riceve una telefonata da suo cugino Frederick, che lo invita con urgenza a tornare nel suo paese natale, il Regno Unito, per una "questione urgente". Arrivato a Londra, Alfred viene braccato e catturato da due loschi individui, ma non prima di mandare una richiesta di aiuto a villa Wayne. Bruce racconta a Dick che Alfred in gioventù è stato un membro di spicco dei servizi segreti britannici e che Frederick non è suo cugino, bensì un suo ex-collega dei tempi. Batman e Robin partono per Londra e scoprono che dietro il rapimento di Alfred c'è la terrorista nota come "Artiglio rosso". Il piano della criminale è estorcere ad Alfred e Frederick i codici di un missile capace di radere al suolo l'intera Londra e ricattare il governo inglese per 5 miliardi di sterline. Batman e Robin si introducono nel covo di Artiglio rosso e mandano in fumo i piani della terrorista, facendo esplodere il missile prima che questo si abbatta su Trafalgar Square. 

## Jonah Hex: la resa dei conti
- Titolo originale: Showdown
- Diretto da: Kevin Altieri
- Scritto da: Kevin Altieri, Paul Dini e Bruce Timm

### Trama
R'as al Ghul e alcuni agenti della sua Società delle Ombre si intrufolano in una casa di riposo e rapiscono un vecchio. Batman e Robin intervengono ma non riescono a fermarli, tutto ciò che trovano è un'audiocassetta. I due inseguono R'as sulla Batmobile, ascoltando intanto la storia che quest'ultimo ha registrato apposta per loro. Anno 1883, Far West, il ruvido cacciatore di taglie Jonah Hex è alla ricerca del fuggitivo Arkady Duvall. Hex scopre che Duvall è alle dipendenze di R'as al Ghul nella costruzione di un'enorme aeronave che intende usare per i suoi piani ecoterroristici, interrompendo l'urbanizzazione del Nord America. Hex si trova accidentalmente coinvolto e provoca la distruzione dell'aeronave. Sventati i piani di R'as, che però riesce a fuggire, il cacciatore di taglie cattura Duvall e lo assicura alla giustizia. Nel presente, Batman e Robin raggiungono e confrontano R'as, il quale rivela che il vecchio rapito alla casa di riposo non è altri che Arkady Duvall, ormai pluricentenario. R'as rivela che Duvall è in realtà suo figlio e che le esposizioni in gioventù al pozzo di Lazzaro gli hanno permesso di arrivare ai giorni nostri. R'as non cerca conflitto, bensì di passare qualche ultimo attimo con suo figlio morente, dunque Batman lo lascia andare.

## L'Enigmista colpisce ancora
- Titolo originale: Riddler's Reform
- Diretto da: Dan Riba
- Scritto da: Alan Burnett, Paul Dini e Randy Rogel

### Trama
Edward Nygma/l'Enigmista viene dimesso da Arkham sotto libertà vigilata e sembra aver rinunciato alla vita criminale. Nygma è infatti diventando socio in affari con l'imprenditore Charles Baxter, presidente della società di giocattoli "Wacko Toys Corporation", con cui intende vendere giocattoli a tema "Enigmista", sfruttando la fama del criminale per fare soldi. Batman è diffidente e inizia ad analizzare le pubblicità dei giocattoli in TV, cercando gli indovinelli nascosti tipici dell'Enigmista.

## Il rapimento di Due Facce
- Titolo originale: Second Chance
- Diretto da: Boyd Kirkland
- Scritto da: Paul Dini e Michael Reaves

### Trama
Harvey Dent/ Due Facce viene portato in ospedale per un'operazione chirurgica che potrebbe curare la metà sfregiata del suo volto e, di conseguenza, far sparire definitivamente il suo lato malvagio. Subito dopo aver ricevuto l'anestesia però, Dent viene rapito e i possibili colpevoli sono due secondo Batman: Rupert Thorne e il Pinguino, entrambi i quali hanno faccende in sospeso con Due Facce. Robin interroga Thorne e Batman fa visita a Cobblepot nel penitenziario di Stonegate, ma alla fine nessuno dei due si rivela il colpevole. Batman allora capisce che l'artefice del rapimento non è altri che il peggior nemico di Harvey Dent: Due Facce. La metà malvagia di Dent ha infatti architettato tutto per evitare di essere completamente soppressa.

## Libertà provvisoria
- Titolo originale: Harley's Holiday
- Diretto da: Kevin Altieri
- Scritto da: Paul Dini

### Trama
Harley Quinn viene dimessa da Arkham: eccitata e determinata a tornare a una vita normale, è allo stesso tempo nervosa e instabile all'idea di essere riportata dietro le sbarre. Basta quindi un minimo malinteso in un centro commerciale per far tornare Harley al suo vecchio costume e modi di fare. Fugge rubando l'auto della malcapitata Veronica Vreeland e nel farlo rapisce quest'ultima, innescando un effetto domino che porta Harley ad essere braccata nello stesso momento da: l'agente Harvey Bullock; il Generale Vreeland, militare decorato e padre di Veronica, a bordo di un carro armato; il mafioso Boxy Bennett (con cui Harley si è già scontrata nell'episodio "Arlecchinata") e da Batman e Robin a bordo della Batmobile.

## L'inflessibile Bolton
- Titolo originale: Lock-Up
- Diretto da: Dan Riba
- Soggetto di: Paul Dini
- Scritto da: Marty Isenberg e Robert Skir

### Trama
Lyle Bolton, capo della sicurezza dell'Arkham Asylum, tormenta e tortura i suoi detenuti, e arriva a rapire il commissario Gordon ed il sindaco Hill poiché, secondo lui, responsabili dell'ascesa del crimine in città; quando Batman e Robin intervengono, Bolton stesso finisce rinchiuso ad Arkham.

## Il re della risata
- Titolo originale: Make 'Em Laugh
- Diretto da: Boyd Kirkland
- Scritto da: Paul Dini e Randy Rogel

### Trama
Un uomo in un bizzarro costume rapina un ristorante, si fa chiamare "il Re del Condimento" e ha come armi delle "pistole" che sparano ketchup e senape. Batman lo ferma senza sforzo e si scopre che sotto la maschera c'è il famoso comico Buddy Standler. Il giorno dopo un centro commerciale viene attaccato da un supercriminale altrettanto ridicolo: Pack il ratto. Batman lo sconfigge e scopre che anch'egli è un noto comico, Harry Loomis, che ha appiccicato al collo un dispositivo per il controllo mentale; nello stesso momento una terza comica, Lisa Lorraine, viene rapita dal suo appartamento. Stadler, Loomis e Lorraine hanno in comune l'essere i giudici dell'annuale concorso comico di Gotham; Batman e Robin studiano le registrazioni dell'edizione dell'anno precedente e scoprono che Joker, travestito, aveva partecipato al concorso, venendo cacciato via dal palco poiché non regolarmente iscritto. Quest'anno Joker è determinato a prendersi a tutti i costi il titolo di "persona più divertente di Gotham" e Batman e Robin entrano in scena al concorso per fermarlo. Robin affronta Lisa Lorraine, sotto controllo mentale e con la nuova identità di "Mammona cattiva", mentre Batman insegue il Joker. Alla fine il clown viene catturarlo e umiliato di fronte alla folla che, per la prima volta, ride genuinamente di lui mentre viene portato via dalla polizia.

## Gelo profondo
- Titolo originale: Deep Freeze
- Diretto da: Kevin Altieri
- Scritto da: Paul Dini e Bruce Timm

### Trama
Un enorme robot irrompe ad Arkham e libera Mr. Freeze, Batman osserva la scena dai video di sicurezza e, vedendo il terrore sul volto di Freeze, capisce che è stato preso contro la sua volontà. Indagando, scopre che il robot somiglia a modelli utilizzati da Grant Walker, magnate dei parchi a tema. Walker, ormai anziano, vuole un corpo immortale come quello di Freeze e gli chiede di replicare l’incidente che lo ha trasformato. Per convincerlo, Walker mostra a Freeze una capsula contenente la moglie Nora, creduta morta e tenuta in animazione sospesa. Batman e Robin raggiungono l'isola artificiale Oceana, sede del nuovo parco di Walker, ma vengono catturati e il magnate rivela il suo folle progetto: gettare il mondo intero in una nuova era glaciale, tenendo in vita solo una cerchia ristretta di persone; Oceana sarà così un'utopia senza odio né violenza, a spese di miliardi di vite. Batman incontra Freeze e lo convince a stringere un patto, dicendogli che Nora lo odierebbe se partecipasse a un simile genocidio. Insieme sabotano Oceana, causando la sua distruzione e Walker, ora immortale, rimane intrappolato sul fondo dell'oceano. Freeze, invece, si rifugia con Nora tra i ghiacci, forse per sempre.

## Il ritorno di Batgirl
- Titolo originale: Batgirl Returns
- Diretto da: Dan Riba
- Scritto da: Michael Reaves e Brynne Stephens

### Trama
Mentre Bruce è fuori città per affari riguardanti la WayneCorp, Barbara Gordon sogna di tornare a vestire i panni di Batgirl e rimane incuriosita dalla notizia del furto di un'antica statuetta di giada a forma di gatto. Indagando, si scontra con Catwoman, che però si dichiara innocente. Dopo un breve scontro e l’intervento di Robin, Catwoman fugge, ma Barbara trova il giorno dopo un messaggio che la invita al molo quella stessa notte. Lì le due stringono una tregua e iniziano a collaborare, arrivando a sospettare di Roland Daggett, con cui Catwoman ha un conto in sospeso. Batgirl e Catwoman entrano nel suo laboratorio e trovano la statuetta, ma vengono catturate. Daggett confessa di aver rubato la statuetta per incastrare Catwoman e quasi uccide le due, ma Robin interviene e le salva. Neutralizzato Daggett, Catwoman fugge con la statuetta, confessando che rubarla era il suo piano fin dall'inizio. Batgirl la ferma e Catwoman viene arrestata, riuscendo però a fuggire subito dopo.